# Патет Лао

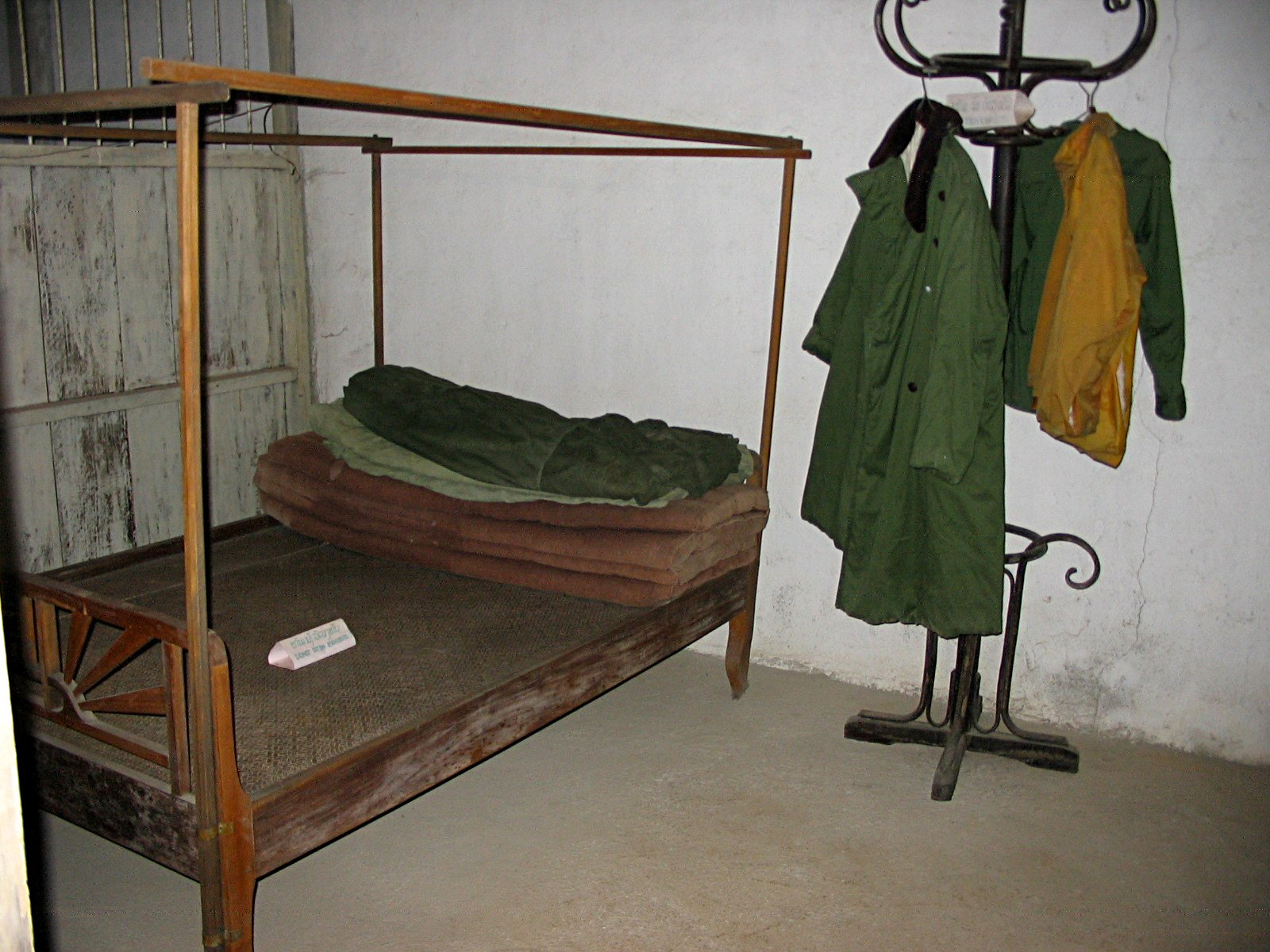
Жилище партизан Патет Лао в пещере

Пате́т Ла́о (лаос. ປະເທດລາວ, в переводе «Лаосское государство») — общее название военно-политических сил социалистической ориентации в Лаосе в 1950—1970-е годы.
Первой организацией, называемой Патет Лао, был Единый национальный фронт Лаоса (Нео Лао Итсала), сформированный в 1950 году для борьбы против французских колонизаторов за независимость страны. В 1956 году на базе Нео Лао Итсала был создан Патриотический фронт Лаоса (ПФЛ, Нео Лао Хаксат), включающий Союз молодёжи Лао Хаксат, Ассоциацию лаосских женщин, Федерацию патриотических профсоюзов, Ассоциацию лаосских студентов и другие организации.
Силы Патет Лао были одной из сторон гражданской войны в Лаосе (1960—1973), ведя вооружённую борьбу против армии королевского Лаоса. Очень сильное влияние на организацию имела Демократическая Республика Вьетнам (ДРВ), с 1968 года армия ДРВ в значительной степени заменила войска Патет Лао на фронте. Согласно Вьентьянским соглашениям 1973 года, завершившим войну, ПФЛ входил в состав коалиционного правительства. 

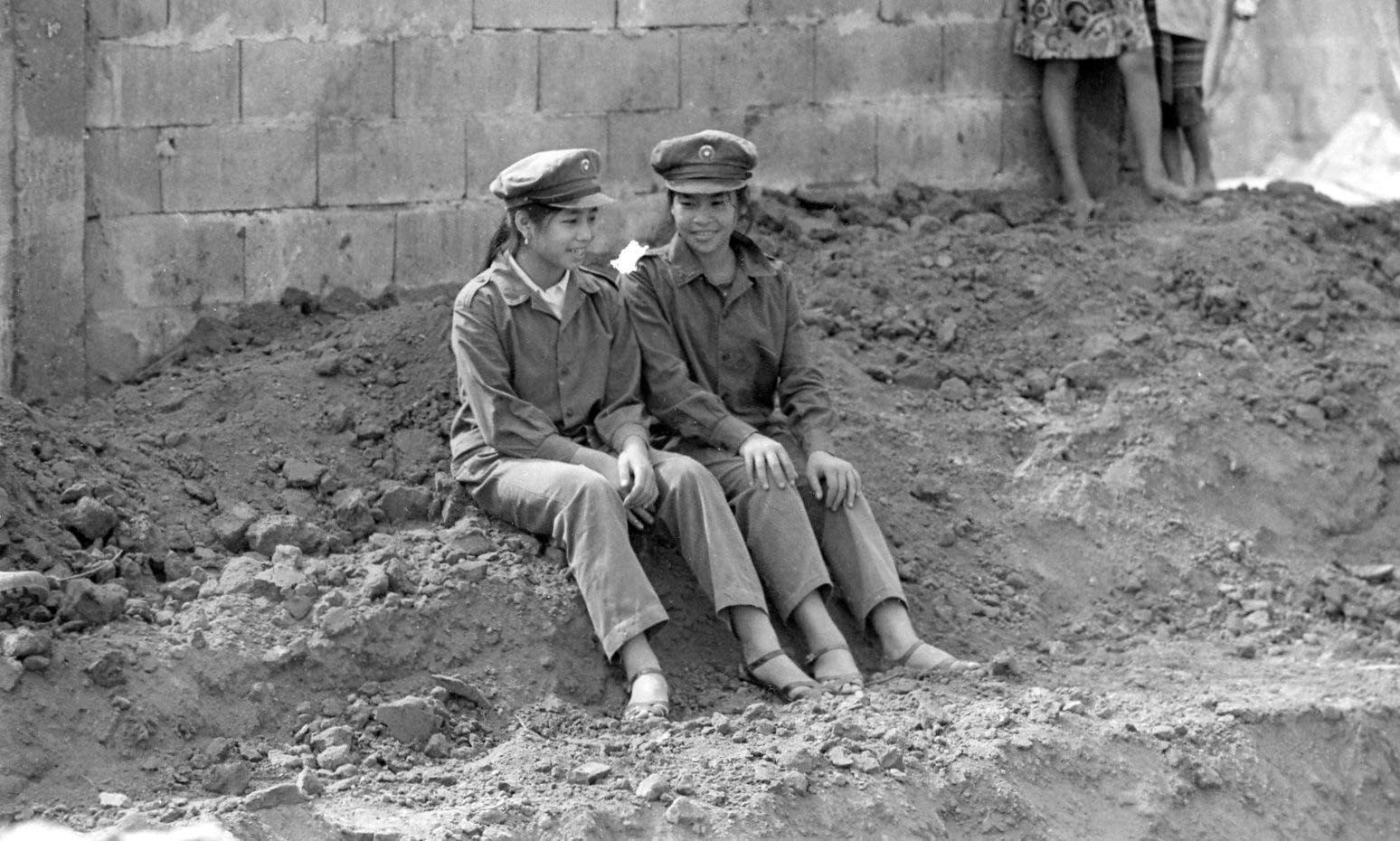
Бойцы женского пола из отрядов Патет Лао

В 1975 году силы Патет Лао совершили вооружённый переворот, взяв власть в свои руки и ликвидировав лаосскую монархию и приведя к власти Народно-Революционную партию Лаоса. 

## Наследие
Сегодня понятие Патет Лао используется как общее определение лаосской национальной идеи.

## День Патет Лао
Ежегодно 6 января в Лаосе в память о победе над королевским войском отмечают день Патет Лао. Празднование дня Патет Лао сопровождается парадом и торжественными шествиями по главным улицам центральных городов страны.